# Tornado de Center Point–Clay de 2012
Durante las primeras horas de la mañana del 23 de enero de 2012, un tornado grande e intenso, comúnmente conocido como el Tornado de Center Point, azotó la parte noreste del área metropolitana de Área metropolitana de Birmingham, Alabama, particularmente las ciudades de Center Point y Clay.

## Sinopsis meteorológica
Un sistema de baja presión de nivel superior se desarrolló a lo largo del Estados Unidos central y siguió hacia el este. Esta baja presión creó un frente frío en Arkansas, que se convirtió en una línea de turbonada al oeste de Alabama. Cuando el frente frío entró en Alabama, varias superceldas individuales se desarrollaron delante de él. Estas supercélulas produjeron varios tornados en todo Alabama, incluido el tornado Center Point-Clay EF3. A las 2:45 a. m. CST, minutos antes de que el tornado tocara tierra, el Storm Prediction Center emitió una vigilancia de tornado en todo el centro de Alabama, que incluía un alto riesgo /80% de cambio para tornados y un riesgo moderado/50% de probabilidad de tornados importantes; Intensidad EF2-EF5.

## Resumen de tornados
El tornado aterrizó 3,25 millas (5,2 km) al noreste de Tarrant, donde varias casas y negocios resultaron dañados o parcialmente destruidos. En breve Después de tocar tierra, el tornado intensificó rápidamente la intensidad EF2, ya que un almacén sufrió graves daños en el techo y algo de colapso de la pared exterior. Mientras el tornado viajaba hacia el noreste hacia Center Point, varios negocios sufrieron graves daños o destruido. El tornado entró en Center Point con intensidad EF2 a medida que crecía hasta su ancho máximo de 880 yardas (804,7 m). El daño más extremo en Center Point fue en el Centro Point Elementary School, a la que le arrancaron por completo partes de su techo. Un edificio de la escuela fue destruido por el tornado. El Los Centros Nacionales de Información Ambiental informaron que los edificios escolares sufrieron $13 millones (2012 USD) en daños estructurales y $5 millones adicionales (2012 USD) en daños por pérdidas dentro de los edificios. Los edificios escolares fueron demolidos tardíamente debido a los daños del tornado. Continuando hacia el noreste, el tornado dañó o destruyó numerosos negocios a lo largo de 24th Street y Center Point Parkway. El tornado se debilitó a intensidad EF1 cuando cruzó Sweeney Valley Road, ubicado al este de Chalkville (Chalkville, Alabama)]. Aquí, varias casas sufrieron daños menores en el techo, y se estima que los vientos fueron de 100 millas por hora (160,9 km/h).

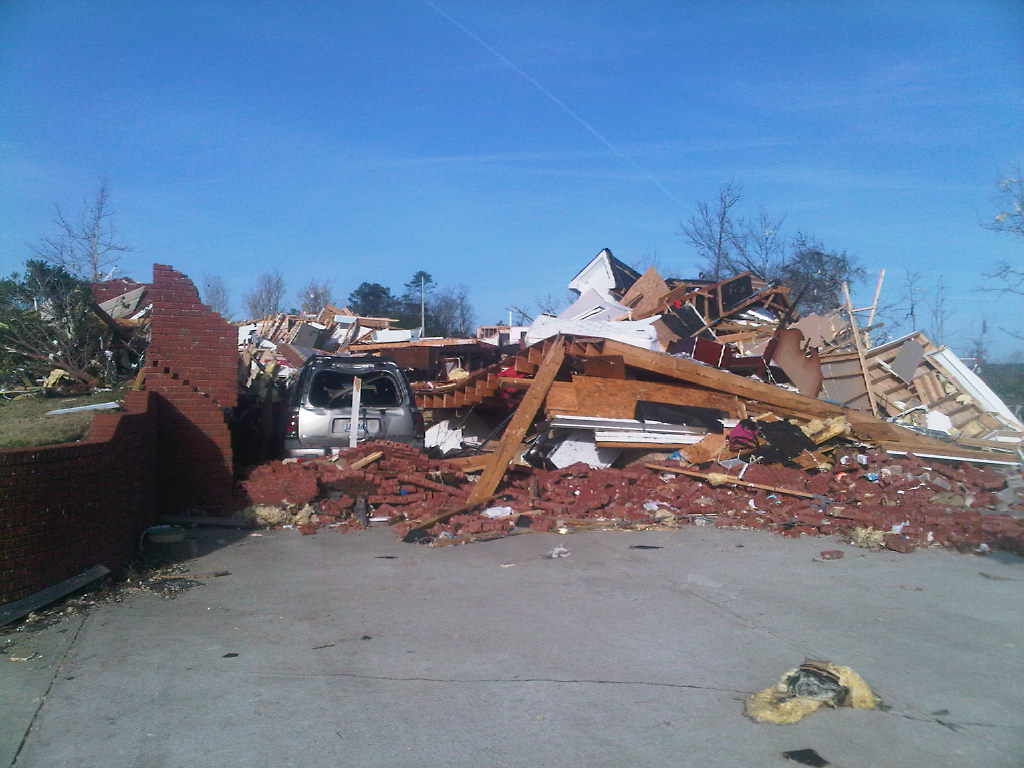
Una casa a lo largo de Plymouth Rock Drive destruida a media intensidad de EF3

Al noreste de Chalkville, el tornado se intensificó rápidamente hasta alcanzar una intensidad media de EF3 cuando azotó el vecindario de George Brook. Aquí, docenas de casas resultaron dañadas o destruidas, siendo los peores daños clasificados como EF3 con vientos estimados en 152 millas por hora (244,6 km/h). Entró en la ciudad de Clay, el tornado se redujo a un ancho de 600 yardas (548,6 m), continuando con una intensidad media de EF3, mientras cruzaba Old Springville Road y golpeaba Harness Circle en el vecindario de Northwoods. A lo largo de Harness Circle, dos casas quedaron completamente destruidas con intensidad EF3 y muchas otras casas sufrieron daños. En una de las casas destruidas, Christina Nicole Heichelbech, de 16 años, Una anciana murió mientras intentaba ponerse a cubierto. Heichelbech fue arrojado a 40 pies (12,2 m) de la casa. El Servicio Meteorológico Nacional calificó las dos casas completamente destruidas como EF3 con vientos estimados en 150 millas por hora (241,4 km/h). Las organizaciones de medios informaron dos personas fueron encontradas muertas en estas casas destruidas, sin embargo, el Servicio Meteorológico Nacional declaró oficialmente que solo una de estas muertes se produjo a causa del tornado. Continuando hacia el noreste, el tornado cruzó una cresta y azotó el vecindario Legacy. Numerosas casas del vecindario sufrieron daños mayores o menores. Cuando el tornado cruzó Plymouth Rock Drive, varias casas quedaron completamente destruidas con una intensidad EF3, y se estima que los vientos fueron de 152 millas por hora (244,6 km/h). El tornado comenzó a debilitarse al cruzar la Interestatal 59, donde varias casas sufrieron daños graves de tipo EF1 y numerosos árboles fueron arrancados y arrancados de raíz. El tornado se levantó entre Hidden Valley Drive y Country Living Circle, después de haber estado en tierra durante 22 minutos.
En total, el tornado mató a una persona, hirió a otras 75 y dañó o destruyó 231 estructuras, a lo largo de un recorrido de 15,69 millas (25,3 km). La Administración Nacional Oceánica y Atmosférica no enumeró un daño total para toda la trayectoria del tornado; sin embargo, la Comisión Forestal de Alabama estimó que Las pérdidas de madera comercializable fueron de al menos $132 000 y los daños a la escuela primaria Center Point fueron de al menos $18 millones (2012 USD). El bufete de abogados Voss estimó que las reclamaciones de seguro residencial ascenderían a hasta $30 millones (USD de 2012).